# Rhys
Rhys  è un nome proprio di persona gallese e inglese maschile.

## Varianti in altre lingue
- Gallese: Rees[1][2], Reece[1][2], Reese[1]
- Inglese: Reece[1][3], Reese[1][3], Rees[2]
  - Femminili: Reece[3], Reese[3]

## Origine e diffusione
Deriva da uno storico nome gallese, portato da diversi sovrani del Galles, tra cui Rhys ap Gruffydd, che combatté contro gli invasori normanni. L'etimologia non è del tutto certa: secondo alcune fonti deriva dal gallese antico Ris, che vuol dire "ardore", "entusiasmo"; altre lo riconducono invece a un termine gallese medio non attestato che significa "splendore", "gloria", da cui discendono i moderni termini gallesi rhysedd ("gloria") e rhyswr ("eroe").
Nome assai comune durante il Medioevo, Rhys ha dato origine a diversi cognomi britannici (Rhys, Rees, Reece, Rice e anche Price), e dal XX secolo è in uso anche nei paesi anglofoni. Il cognome Reece è stato a sua volta ripreso come nome a partire dal XVIII secolo (anche se è comunque trattato come una variante di Rhys), e dal 2000 è attestato anche come nome femminile, principalmente grazie alla fama dell'attrice Reese Witherspoon.

## Onomastico
Non esistono santi che portano questo nome, che quindi è adespota; l'onomastico può essere festeggiato in occasione di Ognissanti, il 1º novembre.

## Persone

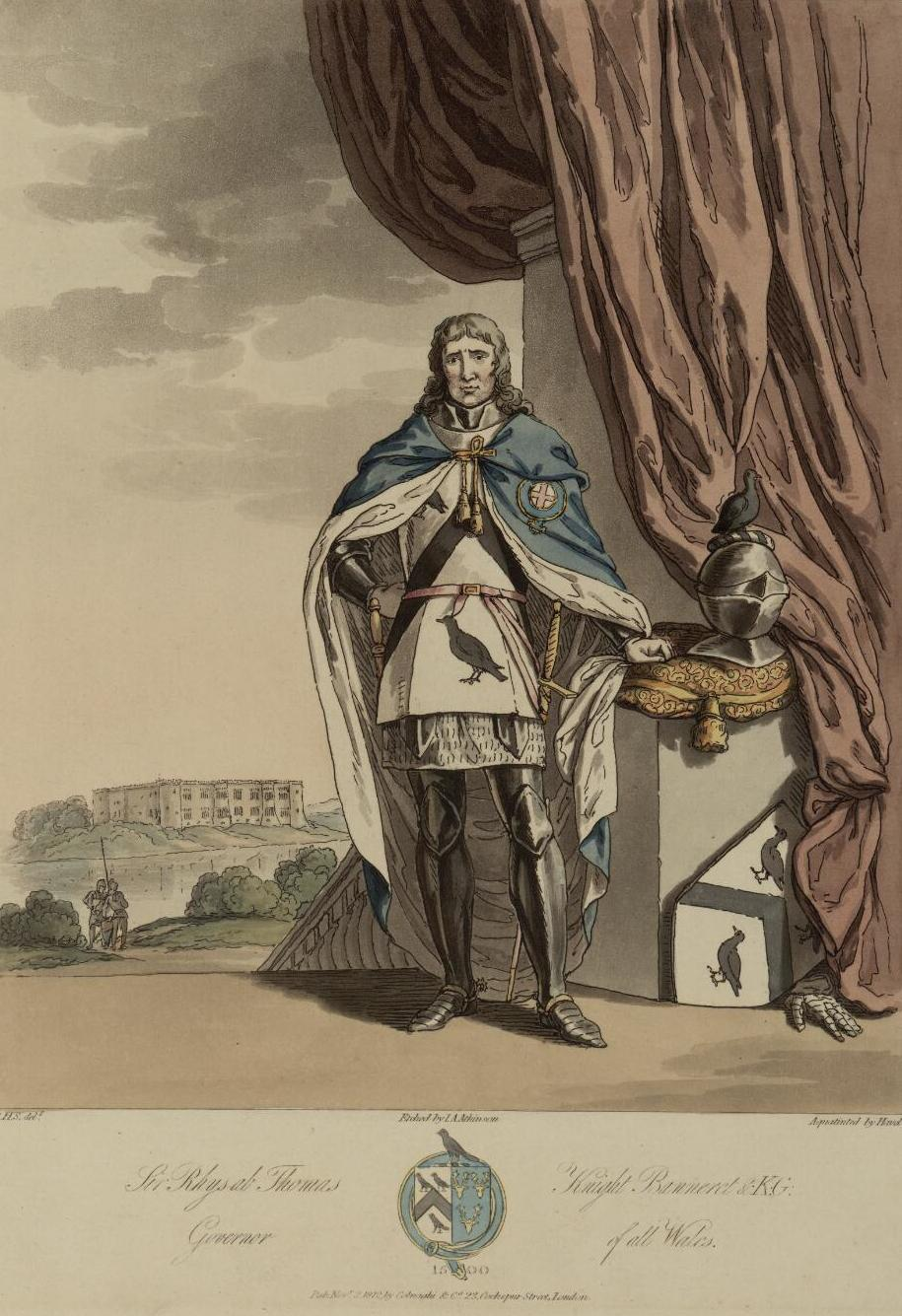
Rhys ap Thomas

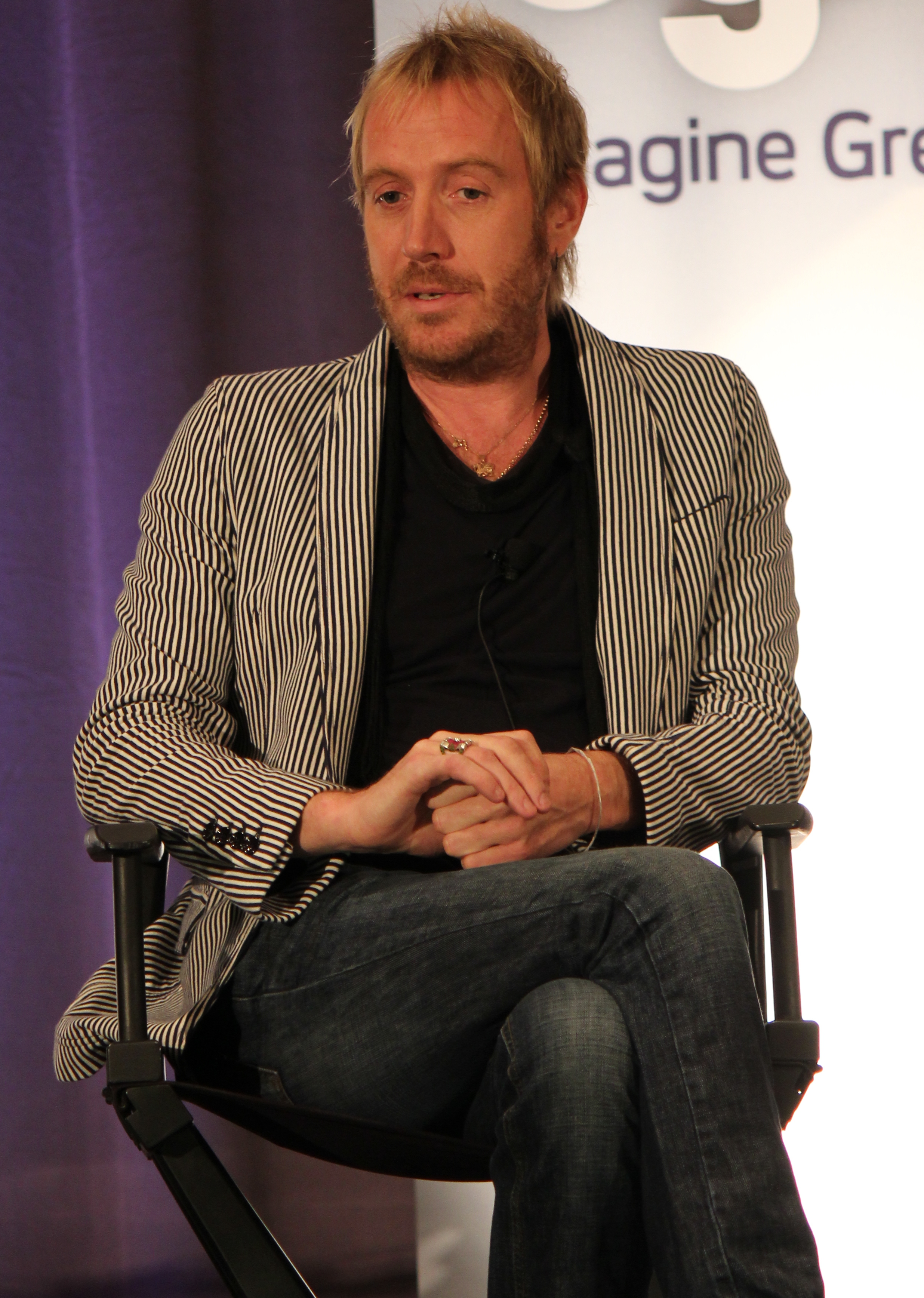
Rhys Ifans

- Rhys ab Owain, sovrano del Deheubarth
- Rhys ap Gruffydd, sovrano del Deheubarth
- Rhys ap Tewdwr, principe del Deheubarth
- Rhys ap Thomas, militare gallese
- Rhys Carpenter, archeologo statunitense
- Rhys Chatham, compositore statunitense
- Rhys Coiro, attore statunitense
- Rhys Griffiths, calciatore gallese
- Rhys Healey, calciatore inglese
- Rhys Ifans, attore britannico
- Rhys Llywelyn Isaac, storico sudafricano naturalizzato australiano
- Rhys Prichard, presbitero e scrittore gallese
- Rhys Wakefield, attore australiano
- Rhys Williams, calciatore inglese

### Variante Reece
- Reece Clarke, danzatore scozzese
- Reece Gaines, cestista e allenatore di pallacanestro statunitense
- Reece James, calciatore inglese
- Reece Mastin, cantautore australiano
- Reece Ritchie, attore inglese
- Reece Shearsmith, comico, scrittore, illusionista e produttore televisivo britannico

### Altre varianti maschili
- Reese Hoffa, pesista statunitense
- Reese Stalder, tennista statunitense
- Rees Stephens, rugbista a 15 gallese

### Varianti femminili
- Reece Bell, sciatrice alpina britannica
- Reese Witherspoon, attrice, produttrice cinematografica, produttrice televisiva e imprenditrice statunitense

## Il nome nelle arti
- Reese Wilkerson è un personaggio della serie televisiva Malcolm.
- Rhys Williams è un personaggio della serie televisiva Torchwood.